# Hyperolius thoracotuberculatus
Hyperolius thoracotuberculatus és una espècie de granota de la família dels hiperòlids que viu a l'Àfrica tropical.
Està amenaçada d'extinció per la pèrdua del seu hàbitat natural.